# Dark Sector
Dark Sector est un jeu vidéo de tir à la troisième personne/horreur développé par Digital Extremes et édité par Digital Extremes, sorti en  2008 sur PlayStation 3 et Xbox 360 aux États-Unis et en Europe. En raison de son caractère violent, le jeu a été interdit en Australie. La version PC sort en 2009.
Dark Sector a reçu des critiques mitigées et positives pour son design visuel, son originalité d'action et son gameplay basé sur des armes. De nombreux critiques ont comparé le jeu à Resident Evil 4 et à Gears of War, pour leur style de jeu et leur histoire similaires.

## Synopsis
Le jeu se déroule dans le pays fictif de l'Estrie, Lasria, et est centré sur le protagoniste Hayden Tenno, un « homme de nettoyage ».
Hayden Tenno est un agent des forces spéciale Dark Sector américain (moralement ambivalent de la CIA). Il est envoyé dans un pays imaginaire du bloc soviétique Lasria pour extraire l'agent Viktor Sudek. Arrivé sur place Hayden se sent mal, il est contaminé par le virus technocyte.

## Système de jeu

### Un joueur
Dans Dark Sector, le jeu s’articule autour de l’utilisation du Glaive, une arme à trois lames similaire au boomerang qui revient à Hayden après chaque lancer. Le Glaive peut être utilisé pour les combats à longue distance, la résolution de puzzles environnementaux et la récupération d'objets de jeu. Lorsque vous vous trouvez à proximité d'un ennemi, des actions contextuelles peuvent apparaître, permettant au joueur d'exécuter ses ennemis avec des finisseurs. Les ennemis tiennent également Hayden lors de l'attaque et le joueur doit appuyer rapidement sur un bouton au hasard pour se libérer.

### Multijoueur online (Infection & épidémie)
Dark Sector a un mode multijoueur en ligne, où il n'y a que deux modes de jeu :
- Infection: un joueur est choisi au hasard pour jouer Hayden dans un match à mort contre plusieurs personnages soldats.
- Épidémie: deux Hayden sur des équipes séparées, l'objectif étant de tuer en premier Hayden de l'équipe adverse.

## Liste des personnages principaux
- Hayden Tenno :
- Yargo Menshik : en 1987 il était présent pendant la première contamination.
- Robert Mezner :
- Viktor Sudek :
- Dixon :
- Colossus :
- Stalker :
- Dealer du marché noir : vendeur d'armes en roubles
- Soldats Hazmat :
- Zombies

### Armes
- Glaive
- Pouvoir psychique & invisibilité
- Pistolet
- Fusil à pompe
- Fusil à lunettes visée
- Lance-roquette
- C4
- Spectre M4
- Salve Tekna, Hammer 1895, Carabine VX, Korobov TK6
- Armsel Striker, Protecta

## Voix
- Hayden Tenno : Michael Rosenbaum, (vf) Xavier Fagnon
- Yargo Menshik : Jürgen Prochnow, (vf) Denis Boileau
- Robert Mezner / AD : Dwight Schultz, (vf) Frédéric Cerdal
- AD : (vf) Sylvain Lemarie
- Nadia Sudek : Julianne Buescher, (vf) Laurence Crouzet
- Soldats : Brad Abrell, Chris Cox, Pavel Lychnikoff, Nolan North (vf) Marc Alfos, Thierry Kazazian, Martial Le Minoux, Serge Thiriet

## Critiques & notes
- IGN : 7,7/10
- Electronic Gaming Monthly : 78 %
- Game Informer : 7,5/10
- Jeuxvideo.com : 15/20